# Acer Iconia A1-830
Acer Iconia A1-830，昵称为Ducati， 是由台灣電子消費產品製造商宏碁開發及生產，採用Android操作系統的一款平板電腦。于美國時間2014年1月6日在CES 2014首次展出，并被評為CES 2014最佳平板。

## 設計
Acer Iconia A1-830 平板電腦採用鎂鋁合金機身設計、超窄邊框7毫米以及8.19毫米的薄度；機身背面擁有鋁質暗光，融入最新的金屬材料科技。

## 硬件
- CPU：英特爾凌動處理器Z2560雙核四線程
- RAM：1GB
- ROM：16GB eMMC
- 屏幕：7.9寸IPS

## 軟件
Acer Iconia A1-830平板電腦除了Android系統預置的Google Apps，加入了大量客製化的App軟件。
- AcerCloud
- Acer Media
- Acer Docs
- Acer Remote Files
- Acer Photos
- Acer Music
- AccuWeather
- Audible